# (17004) Sinkevich
(17004) Sinkevich (1999 CR61) – planetoida z pasa głównego asteroid okrążająca Słońce w ciągu 3,44 lat w średniej odległości 2,28 j.a. Odkryta 12 lutego 1999 roku.